# Marathon (Ontario)
Marathon es un pueblo canadiense situado en la provincia de Ontario.

## Superficie
Marathon tiene una superficie de 167,03 km².

## Demografía
En 2021, tenía 3138 habitantes, una densidad poblacional de 18,8 hab./km², y 1602 viviendas.